# マルガリータ島

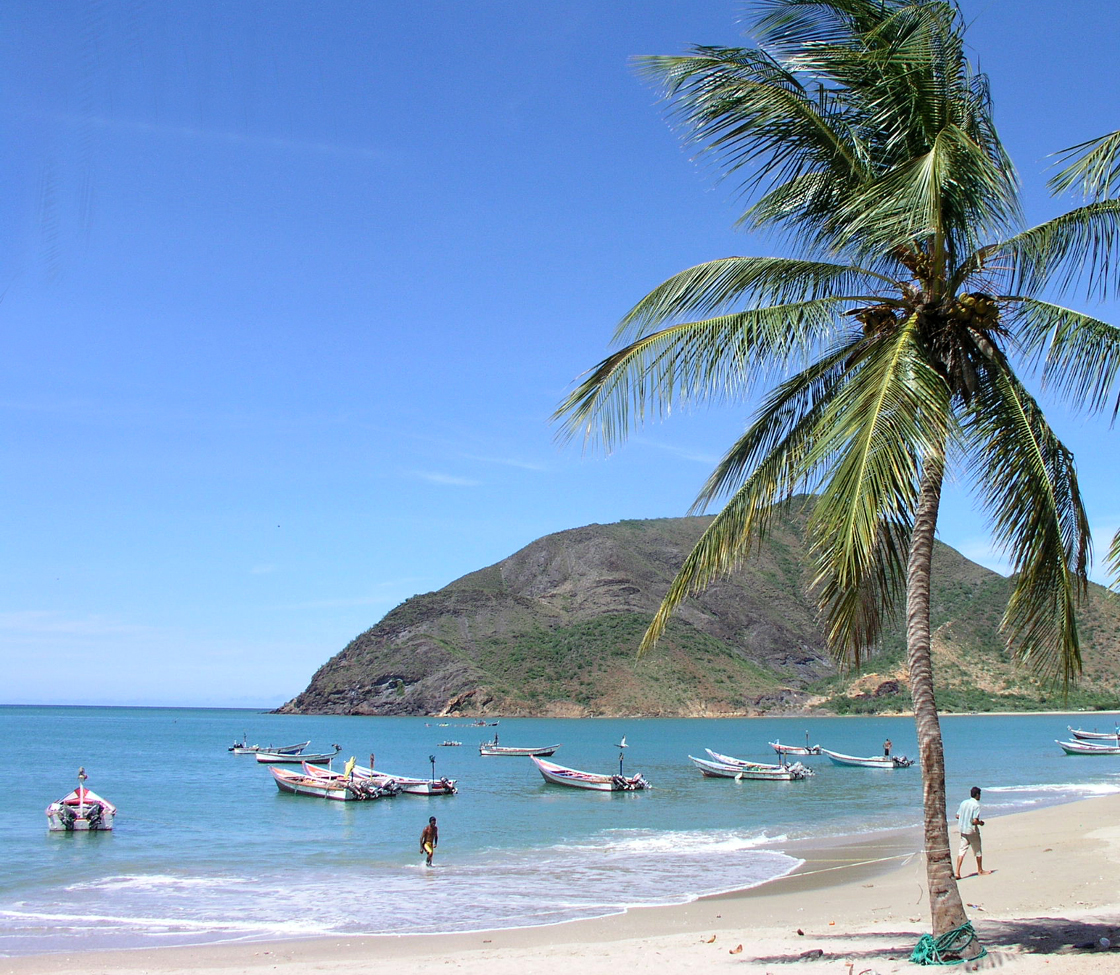
マルガリータ島のビーチ

マルガリータ島（ マルガリータとう、スペイン語: Isla de Margarita）は、カリブ海にある島で、ベネズエラのヌエバエスパルタ州にある。同州の中心的な島である。別名を真珠島。

## 概要
島はくびれた形であり、東部は主島で、西部はマカナオ半島と呼ばれる。その間はレスティンガ・ラグーンという礁湖（ラグーン）からなる地峡で繋がっている。ラグーンは堡礁により海と隔たれ、沿岸には湿地とマングローブが発達しており、乾燥性および好塩性の植生も多い。1996年にラムサール条約登録地となった。
主産業は観光で、美しい海岸にひかれてアメリカ合衆国からの観光客が多く訪れる。関税のかからない店（免税店）が多く存在しており、買い物客で商店街はいつも賑わっている。また、島全体が国立公園といえるほど美しい自然、海岸や港の景色が堪能できる。

## 姉妹都市
- フォートローダーデール、アメリカ合衆国